# 泣くなペンギン
泣くなペンギン （なくなペンギン 原題 - 8 Ball Bunny、1950年7月8日）
は、アメリカ合衆国の映画会社のワーナー・ブラザースの短編アニメシリーズ『ルーニー・テューンズ』による作品。マンガ大作戦での邦題では『南極コーリゴーリの巻』

## ストーリー
「ブルックリン・アイススケート・ショー」での公演を終えたプレイボーイ・ペンギンは急いで帰ろうとしたが、車に乗り遅れてしまった。ペンギンは車を追う途中、バッグスの巣穴に落ちてしまう。最初は戸惑っていたバッグスだったが、経緯を知ると、ペンギンを居場所の南極へ帰すことを誓う。
道中、列車の中で赤い服の男がバッグスからペンギンを奪おうとするが、バッグスは機転を効かせて追い払う。その後たどり着いたニューオーリンズでバッグスはペンギンを「海軍少将バード号」に乗せて別れさせ、自身はカフェで休憩するが、隣の客の会話から船がブルックリンへ向かうことを知り、泳いで船に追いつき、危うく調理されかけていたペンギンを救出する。
その後上陸した島でバッグス達は俳優のハンフリー・ボガートに遭遇する。ボガートに『キミ頼む、この運の尽きたアメリカ人に救いの手を』と言われたバッグスは『失せな！』と言い放ち、コインを一枚よこす。ペンギンが造ったボートで出航するが道に迷ってしまい、飢えを感じたバッグスはペンギンを食べようとするが、すぐに正気を取り戻す。
ようやく陸を見つけ、パナマ運河料金所に着くが、バッグスは25セント払うのを拒否し、ペンギンと一緒に歩くことにする。途中で原住民に捕まり食べられそうになるが、原住民たちはたまたま現れたハンフリー・ボガートを見て一斉に逃げ出し事なきを得る。バッグスは礼としてボガートにコインをもう一枚プレゼントし、先を急ぐのであった。
二人はその後も様々な苦難を乗り越え、ついに南極に到着する。安堵し、ペンギンを置いて帰ろうとするバッグスだったが、ペンギンは泣きながら『ニュージャージー州のアイススケートショー』の宣伝用のチラシをバッグスに見せ、自分をニュージャージーまで連れて行くよう頼む。思いもよらない事態に混乱したバッグスは、再度現れたハンフリー・ボガートに『どうど、救いの手を…』とペンギンを預け、奇声を上げながら走り去っていくのであった。

## キャスト
| キャラクター           | 原語版         | マンガ大作戦版 | 現行吹き替え版 |
| ---------------------- | -------------- | -------------- | -------------- |
| バッグス・バニー       | メル・ブランク | 高橋和枝       | 山口勝平       |
| プレイボーイ・ペンギン | -              | 小山茉美       | -              |
| 赤い服の男             | メル・ブランク | 滝口順平       | チョー         |
| 青帽子の髭の男         | メル・ブランク | ?              | 梅津秀行       |
| ハンフリー・ボガート   | デイブ・バリー | 藤村有弘       | 梅津秀行       |
| 原住民                 | メル・ブランク | ?              | チョー         |
| ナレーション           | -              | 肝付兼太       | 梅津秀行       |

## 映像ソフト化
- Looney Tunes Video Show Volume 3 (VHS)
- Looney Tunes Golden Collection Volume 4 (DVD)
- The Essential Bugs Bunny
- 黄金 スペシャル・エディション 初回特典版 2枚ディスク入り[7]